# エノク
エノク（ヘブライ語: חנוך, חֲנוֹךְ; ギリシア語: Ενώχ, Enōkh, エノフ; アラビア語: إدريس, イドリース; 英語: Enoch, イーノック、イノック）は、旧約聖書の『創世記』や、エチオピア正教では旧約聖書の正典に含まれる『エノク書』、『ヨベル書』にその名前が現れる人物。エノクとは「従う者」という意味。ヤレド（イエレド）の子、メトセラの父とされる。ここでいうエノクはカインの息子ではない。

## 概要

### 創世記の記述
『創世記』では、エノクという名前は二度現れる。
初めは4章17節であり、カインの子としてその名が記される。カインは建てていた町に、彼にちなんでエノクとつけたという。
二度目は5章21節から24節である。その箇所によればヤレドの子であるエノクは、65歳でメトシェラをもうけ、365年生きたあと、「エノクは神とともに歩み、神が彼を取られたので、いなくなった」という。このエノクはノアの曽祖父にあたる。エノクは『創世記』のこの部分のみにしか現れないが、死についての記述がなく「神が連れて行った」という表現がされていることから以後の人々に好んで取り上げられることになった。

### エノク書の記述
『エノク書』によれば、エノクはエロヒムによって天に上げられた後、天使メタトロンに変容させられたという。

### ヨベル書の記述
『ヨベル書』によればエノクは母バラカ（父は天使ラスイエル、母はカイナンとムアレレテの娘でマラルエルの兄弟姉妹）から第11ヨベル第5年周第4に生まれた。妻はエダニ（父は天使ダネル、母はマラルエルとディナの娘でヤレドと兄弟姉妹）と第12ヨベル第7年周に結婚。第6年にメトシェラが生まれた。

### ユダの手紙の記述
新約聖書では、「ユダの手紙」の中(新共同訳14節〜15節)で『エノク書』からエノクの最後の審判に関する預言の部分が引用されている。このことから初期キリスト教徒によっても「エノク書」が読まれていたことがうかがえる。

### コーランの記述
イスラム教の経典・コーランの「マルヤム」の章では、預言者イドリースが神によって高い所に上げられたと書かれている。このイドリースをエノクと同一視することがある。